# Cipariso

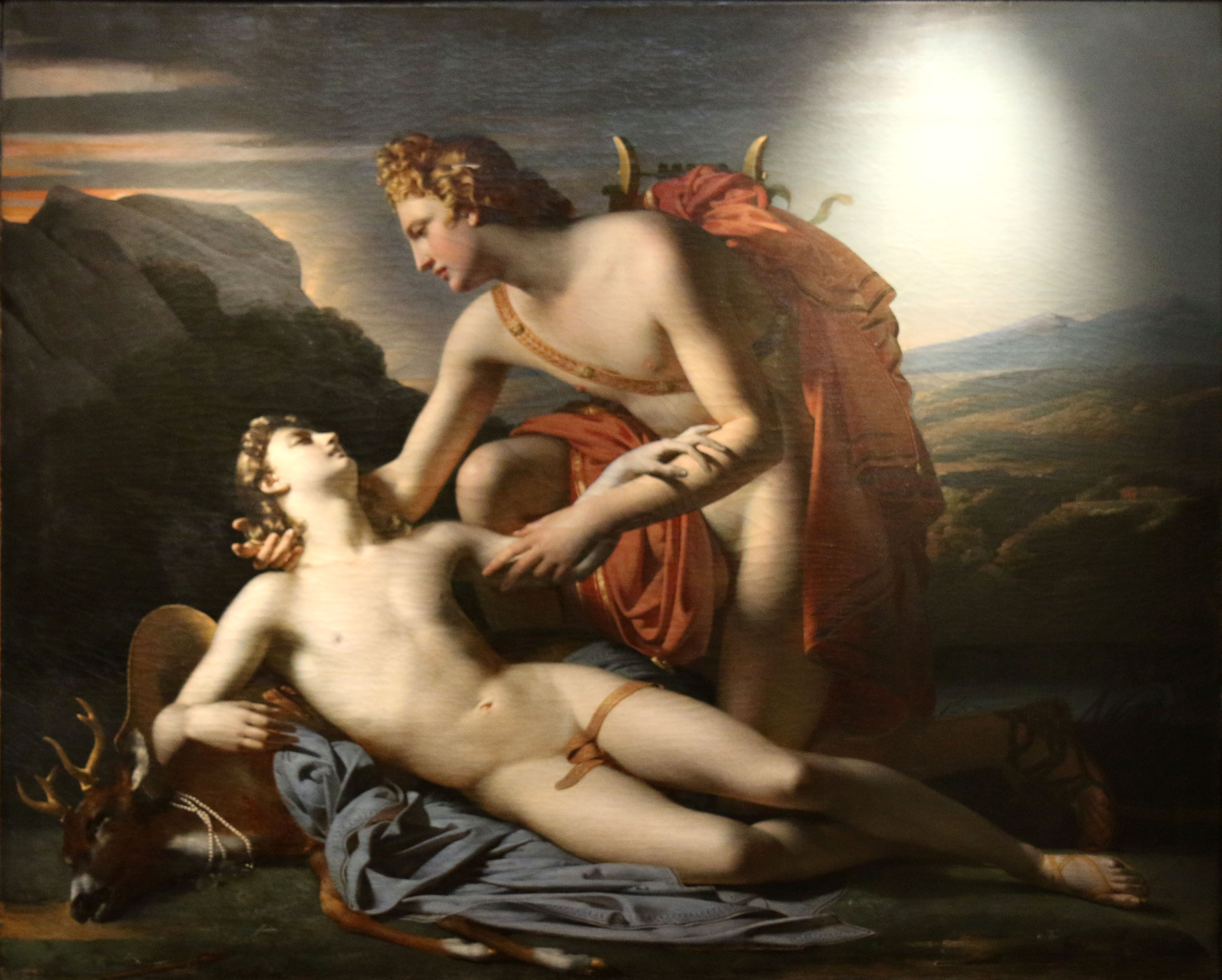
Apolo y Cipariso, por Claude-Marie Dubufe (1821).

En la mitología griega Cipariso fue un joven nacido en la Isla de Ceos, hijo de Télefo. Cipariso fue amante del dios Apolo, y a su muerte fue convertido en un ciprés. El mito de Cipariso se remonta a la época helenística.

## Mito

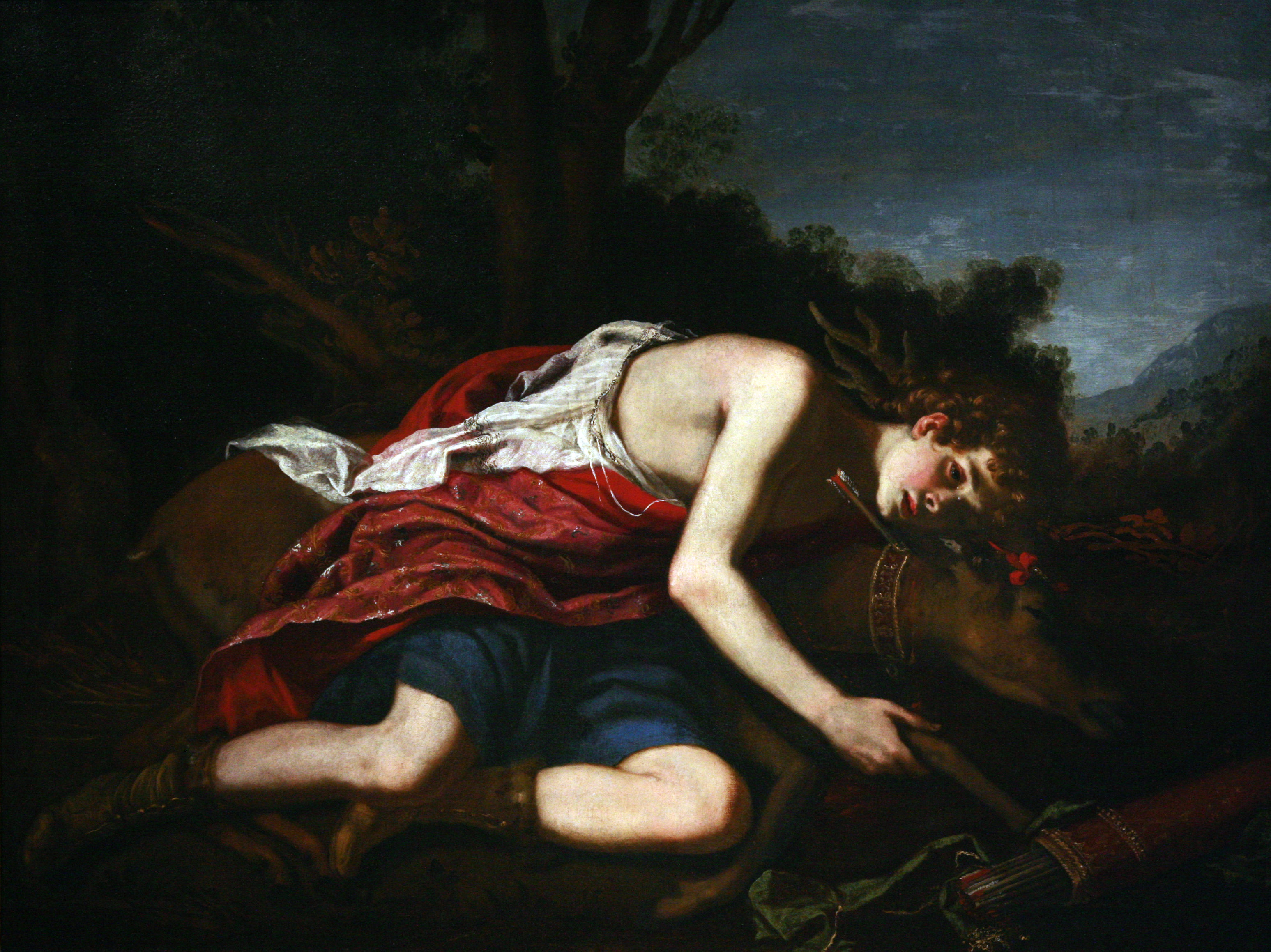
Cipariso, óleo de Jacopo Vignali.

Cipariso habría sido amado también por el dios Céfiro y, según la tradición latina, por Silvano, el espíritu tutelar de los bosques, aunque sólo el dios Apolo habría logrado el amor del muchacho. Apolo le regaló a Cipariso uno de sus ciervos sagrados, consagrado a las ninfas, que desde entonces se convirtió en el fiel compañero del muchacho. Cipariso adornaba las astas de oro del animal con guirnaldas de piedras preciosas, que también colgaba de su cuello. En cierta ocasión, Apolo regaló también a Cipariso una jabalina para cazar, pero el joven, al intentar cazar otro ciervo, mató por error al suyo. Fue tan intenso el dolor del muchacho por la pérdida del animal, que pidió al dios Apolo que le permitiera llorarlo para siempre y que sus lágrimas fluyesen eternamente. El dios aceptó su súplica y lo convirtió en ciprés, el árbol de la tristeza, el dolor y el duelo por los seres queridos, consagrado desde entonces a los difuntos.
Según una tradición diferente, Cipariso era hijo de Orcómeno, hermano de Minias y el mítico fundador de la ciudad de Kyparisso en Fócida, posteriormente llamada Anticira. Otra tradición lo convierte en amante del dios Silvano.

## Interpretación del mito

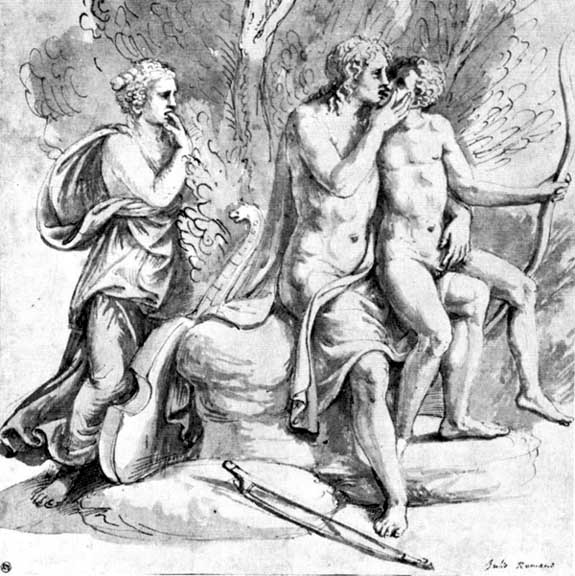
Giulio Romano, Apolo y Cipariso, 1596, Museo Nacional de Estocolmo.

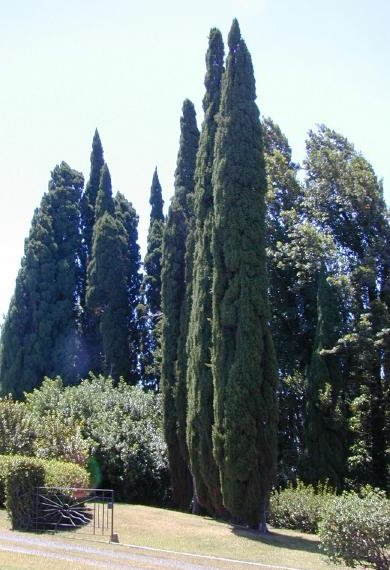
Cipreses con forma arbórea.

Según algunos autores, el mito de Cipariso representa el paso de la adolescencia a la madurez, mostrando un muchacho que se inicia en la caza y las artes de la guerra y que debe ser transformado para convertirse en adulto. No se ha identificado ningún culto griego relacionado con la adoración de Cipariso. 
La razón por la que se dice que el ciprés llora eternamente es por las pequeñas gálbulas redondeadas, o por los regueros de resina que rayan su tronco.